# Red Arrow, Black Shield
Red Arrow, Black Shieldはダンジョンズ&ドラゴンズ・ファンタジー・ロールプレイングゲームのためのモジュールである。これはマイケル・S・ドブソンが作成し、TSRが1985年に出版した。カバーアートはジェフ・イーズリー、地図作成はデニス・カウスが担当した。モジュールコードはX10、TSR製品番号はTSR 9160であった。このモジュールはダンジョンズ&ドラゴンズ・エキスパート・セット、コンパニオン・セット・ルールで使用することを意図され、作成された。

## プロット概要
Red Arrow, Black Shieldでは、砂漠の遊牧民がアケソリを侵略し、次はダロキン本土の侵略を計画しているため、プレイヤーキャラクター達は防衛を組織化せねばならない。このシナリオは戦略的な戦いを解決するためにロールプレイとウォーゲームが組み合わされており、コンパニオン・セットとen:バトルシステムの両者に含まれるルールが使用される。
プレイヤーキャラクター達は砂漠の遊牧民と彼らの邪悪な指導者である「マスター」に対抗して、外交使節と軍隊を指揮する。遊牧民のアケソリ侵攻で、ダロキン共和国は戦争の準備を開始する。
このモジュールは「バトルシステムTMゲーム／ウォーマシーン超大作！」という宣伝文句が付されていた。これはコンパニオン・セットの大規模戦闘「ウォーマシーン」ルールと、en:バトルシステム・ファンタジー戦闘サプリメント、ミスタラの大型地図、戦略ゲームユニットを使用する。街路を通ってプレイヤー達が追跡する、あるいは追跡される際に、抽象的な地形を使用して遭遇を管理するためのいくつかの「追跡フローチャート」が提示されている。

## 出版履歴
X10 Red Arrow, Black Shieldは、マイケル・S・ドブソンが執筆、カバーアートはジェフ・イーズリーが担当し、48ページの冊子、大型カラー地図、厚紙の打ち抜きユニットシート、小型のジップロック袋、外装カバーという体裁で、1985年にTSRが出版した。